# Lesão molecular
Lesão molecular ou ponto de lesão são danos na estrutura de uma molécula de DNA, enzimas, ou proteinas que reduzem ou anulam a sua função normal, ou em raros casos, desenvolvem uma nova função.